# Mixomelia relata
Mixomelia relata är en fjärilsart som beskrevs av George Francis Hampson 1891. Mixomelia relata ingår i släktet Mixomelia och familjen nattflyn. Inga underarter finns listade i Catalogue of Life.